# Iaia från Cyzicus
Iaia från Cyzicus, även kallad Marcia, levde under första århundradet f.Kr., var en antik romersk konstnär. Hon var berömd under sin samtid och verksam under Varros levnadstid. Hon målade porträtt och snidade i elfenben. Hon sades överträffa sina berömda samtida kolleger Sopolis och Dionysius. Iaia ska ha varit ogift under hela sitt liv. 